# Гордана Симеуновић
Гордана Симеуновић (Београд, 5. новембар 1963) српска је књижевница. Пише поезију, кратке приче и лирске записе.
Њена поезија је превођена на шведски, енглески, немачки, француски, шпански, пољски, италијански и македонски  и румунски језик Члан је Удружења књижевника Србије. Живи на Умци, недалеко од Београда.

## ЗБИРКЕ ПОЕЗИЈЕ:
- Моја хаљина и ја (Слободна књига, Београд, 2000) ID 85503244
- Наруквица од слоноваче (Слободна књига, Београд, 2002) ID 96912140
- Побуна крпених лутака (Народна књига, Београд, 2005) ID 12098828
- Подно мирног сна (Књижевна академија и аутор, Београд, 2008) ID 147459084
- Време хлебова (Књижевна заједница Југославије, Београд, 2009) ID 172242444
- Бука живота (Књижевно друштво Свети Сава, Београд, 2015) ID 214122252
- Пут до моје куће, изабране песме ( Граматик, Београд, 2018) ID 256604428
- Витки пламен (Пресинг, Младеновац. 2021) ID 3883367
- Нису лаке заставе (ауторско издање, Београд. 2024) ID 143715081
- ПРИРЕДИЛА ЈЕ ПАНОРАМЕ ПОЕЗИЈЕ:
- Најлепше љубавне песме српских песникиња, приређивање (Граматик, Београд, 2013) ID 200263180[1]
- Јабука у српској поезији, приређивање (ауторско издање Г. Симеуновић, Београд, 2019) ID 278129420

Матична библиотека Источно Сарајево објавила је звучну верзију збирке ,,Подно мирног сна“, намењену библиотекама за слепе и слабовиде у региону.
ХРОНИКА УМКЕ (урађена по упутствима Културно-просветне заједнице Србије (ауторско издање, Београд. 2022) ID 82611465

## Антологије и избори
- Момир Секулић, Мајке у пјесмама,Пегаз, Бијело поље, 2004.
- Елеонора Лутхандер, Поезију ће сви писати(двојезична антологија са преводом на шведски), Forfattares, Bokmaskin, Stockholm, 2008.
- антологија Сцене Црњански, Шта би рекао Црњански, Београд, 2009.
- Радиша Драгићевић, Кућа у српској поезији, Књижевно друштво Свети Сава, Београд, 2010.
- Миодраг Сибиновић, Ветар у гриви Коњ у поезији словенских народа, Интерпрес, Београд, 2011.
- Горан Вучковић, Родитељка и родитељ, Лексика, Неготин, 2015.
- Слободан Блажов Ђуровић, Крик песника из сенке – Земун :  Феникс либрис, 2014.
- Миљурко Вукадиновић, Видак Масловарић, Раденко Бјелановић, Фигуре у тексту - Градови у фокусу, 2019.

Књижевно житие, бр. 52-53. XVI, Скопље, март 2023; панорама на савремени српски поетеси (избор Жељка Аврић, превод на македонски Бранко Цветкоски)
Награде
- Златна повеља на X фестивалу Златни песнички прстен у Суботици (1999)
- награда Коста Абрашевић (2000)
- награда Нек теку реке (2001)
- награда Стеван Средојевић Полимски (2009)